# Cottus klamathensis
Cottus klamathensis is een straalvinnige vissensoort uit de familie van de donderpadden (Cottidae). De wetenschappelijke naam van de soort is voor het eerst geldig gepubliceerd in 1898 door Gilbert.